# Horineczky Erika
Horineczky Erika (névváltozat: Horineczki Erika; Horinetzky Erika) (Budapest, 1955. január 15. – Budapest, 2010. november 8.) magyar színésznő.

## Életpálya
Amatőrként a Pinceszínházban kezdett színészettel foglalkozni. 16 évesen szerepet kapott Bacsó Péter: Forró vizet a kopaszra című filmjében, amelyet 1972-ben mutattak be. Ezután is több filmben szerepelt. 1977-ben főiskolásként főszerepet játszott Felvidéki Judit Negyedik forduló című tévéjátékában. 1978-ban színészként végzett Várkonyi Zoltán osztályában, a Színház és Filmművészeti Főiskolán. Gyakorlaton a Madách Színházban volt. Diplomás színésznőként a Pécsi Nemzeti Színházban 1978-ban kezdte pályáját, ahol Spiró György: Nyulak Margitja című drámájának főszerepében debütált. 1979 nyarán Balatonbogláron, a vörös kápolna melletti szabadtéri színpadon: a Balatoni Nyári Színházban, a Lengyel Pál által rendezett Sylver Queen Saloon egyik örömlányát alakította. 1980-tól szabadfoglalkozású színművésznő. 1981–1983 között a nyíregyházi Móricz Zsigmond Színház tagja volt. 1983-tól a Mafilm színtársulatának volt tagja.1985-ben a székesfehérvári Vörösmarty Színházban részt vett Bertolt Brecht: Állítsátok meg Arturo Uit! című előadásában, amelyben csak női szereplők voltak. A címszerepet Kútvölgyi Erzsébet játszotta, az előadást Verebes István rendezte.

## Fontosabb színházi szerepei
- Déry Tibor: A talpsimogató.... Klári (Ódry Színpad)
- Szabó Magda : Régimódi történet.... további szereplő (Madách Színház, főiskolásként)
- Nyikolaj Vasziljevics Gogol: Holt lelkek.... további szereplő (Madách Színház, főiskolásként)
- Spiró György: Nyulak Margitja.... Margit apáca, IV. Béla lánya
- William Shakespeare: Ahogy tetszik.... Rosalinda, a száműzött herceg leánya
- August Strindberg: Álomjáték.... Indra lánya
- Mihail Mihajlovics Roscsin: Szerelvény a hátországba.... Léna
- John Braden – Paul Foster: Sylver Queen Saloon.... Little   Britches (alias Popsy)
- Mocsár Gábor: Az özvegyi hűség.... szereplő (Gyulai Várszínház)
- Népi játék: Kocsonya Mihály házassága.... szereplő (Gyulai Várszínház)
- Nóti Károly: Nyitott ablak.... Erzsi, szakácsnő
- Kaló Flórián: Négyen éjfékor.... Olga
- Bertolt Brecht: Állítsátok meg Arturo Uit!.... szereplő (Székesfehérvár, Vörösmarty Színház)
- Hernádi Gyula: Szép magyar tragédia.... Pereghy Anna
- Móricz Zsigmond: Úri muri.... Rozika
- Krúdy Gyula – Kapás Dezső: Rezeda Kázmér szép élete.... Dóri
- Fazekas Anna – Koffler Gizella – Zsolnai Péter: Öreg néne őzikéje.... Tinorú
- Alexandre Dumas – Fülöp Kálmán – Wolf Péter: A három testőr.... Milady, a bíboros kémnője

## Filmek, TV
- Forró vizet a kopaszra! (1972)
- Holnap lesz fácán (1974)
- Szikrázó lányok (1974)
- A felnőttek furcsák néha (1977)
- Az ész bajjal jár (1977)
- Gogol: Holt lelkek (színházi előadás TV-felvétele, 1977)
- A közös bűn (1978)
- Negyedik forduló (1978)
- Polka-mazurka (Horváth Z. Gergely filmje) (1978)
- A hiba (tévéfilm, 1978)
- Nincs visszaút (tévéfilm, 1979)
- Szerelvény a hátországba (színházi előadás tv-felvétele, 1979)
- BÚÉK! (1979)
- Kabala (1982)
- Mint oldott kéve (1983)
- Doktor Minorka Vidor nagy napja (1986)
- Bucó, Szetti, Tacsi és az ékszertolvajok (1987) – Szetti (hang)
- Peer Gynt (1988)
- Szomszédok (sorozat) 71. rész (1990)
- Werckmeister harmóniák (2000)
- Szortírozott levelek (2000)
- Csocsó, avagy éljen május elseje! (2001)
- Könyveskép (2004)
- Montecarlo! (2004)
- Fejes Endre: Szerelmi történet (2005)